# Приокско-Терасни резерват природе
Државни природни резерват биосфере Приокско-Терасни назван по Михаилу Заблотском је посебно заштићено природно подручје Руске Федерације. Налази се на левој обали Оке, у Серпуховском округу Московске области . Резерват се простире на површини од 4945 хектара, подручје прекривено воденом површином износи 12 хектара, површина заштићене зоне је 4683 хектара. Резерват је једно од најмањих заштићених подручја у Русији. Ово је једини државни резерват природе на територији Московског региона укључен у Унескову светску мрежу резервата биосфере. Статус резервата биосфере и одговарајући Унеско сертификат добија 19. фебруара 1979. .

## Животна средина резервата
У близини граница резервата налазе се мала насеља: на северозападу налази се град Данки, на југу - село Република, на југозападу - Лужки, на југоистоку - Зиброво, на југу град Пушчино. Близу западне границе резервата налази се село Сушки са црквом Светог Николе. Град Серпухов се налази 12 километара западно од резервата, земље некадашњих државних фарми „Серпуховскиј“ и „Туровскиј“ граниче се са југа, са севера, запада и истока окружене су шумама експерименталног шумарског удружења „Руска шума“.

## Историја
Природни резерват Приокско-Терасни основан је 19. јуна 1945. године. У почетку је то био један од пет одсека Московског резервата. Године 1948. сваки од пет делова Московског резервата добија статус независног резервата, од којих је један био Приокско-Терасни. Године 1951. четири резервата су укинута, а Приокско-Терасни резерват је остао једини државни резерват природе у Московској области.
19. фебруара 1979. резерват је добио статус резервата биосфере и сертификат УНЕСКО - а о укључивању Приокско-Терасног резервата у светску мрежу резервата биосфере. Њени задаци су проширени, због чега је 1984. године основана интегрисана станица за надзор, чији су задаци метеоролошка осматрања и праћење загађења које ваздухом и падавинама улазе у резерват.
Од раних седамдесетих година 20. века у резервату је организован мониторинг животне средине на нивоу целог екосистема. За вршење мониторинга у резервату створена је мрежа стационарних сталних површина за тестирања, где се прате промене у главним природним формацијама и њиховим појединачним компонентама.

## Природа

### Клима
Клима је умерено континентална са умерено хладним зимама и топлим летима. Средња годишња температура ваздуха је 3,9 °C Просечна температура ваздуха најтоплијег месеца (јула) 17.7 °C, најхладнија температура је у јануару -10,5 степени. Апсолутни температурни максимум је 38 °C, минимално -43 °C Просечна количина падавина годишње је 500-550 мм. Трајање периода без мраза је више од 135 дана. Снежни покривач се успоставља крајем новембра - почетком децембра,а нестаје средином априла. Његова дебљина достиже 50–55 cm.

### Рељеф
На граници високе равнице Оке налазе се области које су са свих страна окружене пешчаним зидовима. Ове необичне формације које се зову су места раста великог броја врста степских биљака.

### Хидролошка ситуација
На територији резервата има неколико природних резервоара. Међу рекама највеће су Тоденка и Пониковка . Северозападна граница резервата пролази дуж реке Сушке. Највећа од њих - Тоденка - протиче ван резервата, северно од њега. Дужина ове реке износи око 9-10 км, а ширина до 4 м. Извор Пониковке налази се на територији резервата. Његове димензије су мање од Тоденке: дужина износи око 6 км, ширина је до 1,5 м. Сушка и Тоденка се уливају у Оку, а Пониковка се губи у малом крашком језеру јужно од резервата и улази у Оку само подземним путевима.
Међу језерима највећа су Протовское и Ционское . Настају уливањем у удубљења између песковитих зидова, малих потока и привремених потока. У летњем периоду језера скоро потпуно пресуше. Мочваре заузимају не више од 1% територије резервата.
На територији резервата налазе се бројне манифестације краша : како мала удубљења, која су почетак крашких процеса, тако и јасно изражени крашки токови . У највећем крашком левку у јужном делу резервата налази се језеро Воловско око, које се кишним годинама приметно увећава и у пролеће ствара поток.

### Флора
У резервату Приокско-Терасни постоји више од 960 врста биљака. Главне врсте дрвећа су бор, смрча, липа, храст, бреза, јасика . Шуме, које се састоје углавном од ових врста, заузимају око 93% површине резервата, односно 4537 хектара. Преовлађују шуме Приокског бора са деловима листопадних шума, а на врховима пешчаних брда и бедема - јеленска кладонија, шумска и алпска. У борово-липово-храстовим шумама има јавора, смрче и богатог подраста леске, вибурнума и др. Борове шуме северног дела резервата обухватају шуме бруснице, боровнице и оксалиса ; на реликтној спхагнум мочвари сазревају бруснице и боровнице, расту примерци дивљег рузмарина , росечице, подбеле, петерице .
Од посебне вредности су биљне заједнице југа резервата, назване "Ока флора", које је 1861. открио професор Московског државног универзитета Н. Н. Кауфман. Од 1923. године „флору Оке“ проучава истраживач флоре Централне Русије, професор Московског државног универзитета П. А. Смирнов, који је 1958. објавио монографију „Флора Приокско-Террасног државног резервата“. "Окска флора" је спој ливадске степе и степских ливада који се налази у подручјима високе поплавне равнице Оке и дуж ивица степских шума и на неким местима под њиховим крошњама. Укупно овде расте преко 50 врста биљака које су типичне за заједнице северних варијанти ливадских степа. Међу њима: перјаница, власуљак, јагода, једногодишња шкрга, крвавоцрвени геранијум, руски лешник, степска трешња, црни курик, гомољасти огрозд и друге врсте. Ова вегетација се налази у долинама, у пределима горње поплавне равнице  .

### Фауна
У Приокско-Террасном резервату има 56 врста сисара и још 2 врсте - бизон (Bison bonasus) и амерички степски бизон - држе се у Централном станишту бизона, 139 врста птица, 5 врста гмизаваца, 10 врста врста водоземаца и 8 врста риба .

#### Птице резервата
На територији Државног резервата природе Приокско-Терасни регистровано је 140 врста птица. Око 55% врста птица припада реду птица певачица . Могу се срести тетријеб, лештарка, од грабљивица- кобац, јастреб, осичар, црна луња и многе друге. Већина птица у резервату су миграторне. Птице које се гнезде у централним регионима Русије, укључујући територију резервата Приокско-Терасни, мигрирају углавном на југозапад у јесен. Неки од њих остају зими у јужним регионима Русије и у црноморском региону. Друге лете у југозападни део Европе: Балкан, Апенинско полуострво, јужна Француска, јужна Немачка. Остале лете преко Медитерана и зимују у северној Африци. Чести су певачи, мухоловке, дивљи голубови; постоје осичари, змијари, обични мишар и буљине . У резервату зими остаје 41 врста. Међу њима: јастреб, обични кобац, тетријеб, сива јаребица, ушата сова, лештарка, планинска сова, кукумавка мала сова, шумска сова, зелени детлић, сива жуна, црна жуна, велики детлић, средњи пјегави дјетлић, мали пјегави дјетлић, сојка, креја, сива врана, сврака, гавран, дугорепа сјеница, чупава сјеница, јелова сеница, плава сеница, бргљез, врабац, чижак, црноглави чешљугар, обични крстокљун, зимовка, обична стрнада.
Природни резерват Приокско-Терасни налази се на споју четинарско-листопадних и широколисних шума. Због тога се у резервату налазе и птице тајге и птице које припадају широколисним шумама западног типа. Типични представници фауне тајге су: велики тетреб, лештарка, црна жуна, краљић, дрозд боровњак, имелаш, чижак, крстокљун, зимовка . Међу типичним представницима фауне широколисних шума западног типа: вуга, кос, црноврата мухарица, црнокапа грмуша.
Међу птицама регистрованим у резервату, шест врста је наведено у Црвеној књизи Русије: то су орао рибар, црни орао, буљина, средњи пегави дјетлић, сиви сраш, плава сјеница. 26 врста птица регистрованих у резервату су наведене у Црвеној књизи Московске области. То су: 8 врста дневних птица грабљивица - орао рибар, осичар, црна луња, пољска и ливадска еја, патуљасти орао, црни орао, велика шљука, 1 врста голубова, 3 врсте сова - буљина, ћук, кукумавка, модроврана, водомар, пупавац, сива жуна, планински детлић, средњи детлић, тропрсти детлић и 5 врста птица певачица - шева, сива древомаглица, лешињарка, плава сјеница .

#### Животиње резервата
У фауни су веома уочљиви копитари, којих је чак и превише за тако малу површину. Много лосова се зими окупља у Приокским шумама, чинећи велике промене у природним заједницама. Поред европског јелена и срндаћа, који су карактеристични за ову зону, али су се аклиматизовали, овде живи и једна страна врста – пегави јелен. Постоји дивља свиња. Посебно место међу сисарима резервата заузима бизон . Године 1948. у резервату, М. А. Заблотски је створио Централно станиште бизона са циљем да обнови ову врсту и врати је природи у њено некадашње станиште. Од 1. јануара 2008. број бизона у резервату износио је 45 грла. Године 2008. рођено је и одрасло 10 бизона, 10 бизона је крајем 2008. одведено у шуме резервата Калужские Засеки да живе на слободи. Од 1. јануара 2009. било је 41 јединки бизона.
Међу предаторима, најбројнија је лисица, на територији резервата може се наћи укупно 11 врста сисара из породице месождера, од којих 7 овде стално живи. Међу слепим мишевима постоји 11 врста: слепи мишеви, ресасти вечерњак, бркати, барски, водени вечерњак, црвени и мали ноћник и др.
Најмањи сисари - инсектоједи - обухватају 9 врста: обична кртица, европски јеж, белопрси јеж, мала ровка и још 4 врсте ровки.
Међу двозубцима , бели зец је најбројнији, европски зец је ређи. Постоји 18 врста глодара : обична веверица, евроазијски дабар, 6 врста волухарица, 5 врста мишева, 2 врсте пацова.
Веверица, пух и пух орашар, зечеви, лисица, велика ласица, мала ласица, твор, куна златица су првобитни становници овог места. Дабар је враћен после дужег одсуства, а населио је заштићене реке Тоденку, Паниковку и Сушку. Од сисара који живе у резервату, две врсте су дабар и срна истребљени су у региону до почетка 20. века, али су захваљујући напорима резервата обновљени како на територији самог резервата, тако и широм јужне Московске области. Поред тога, враћен је европски јелен, који је још раније нестао.
У резервату постоји 5 врста гмизаваца : брзи и живородни гуштери, безноги вретенасти гуштер, белоушка и шарка.
Водоземци су представљени врстама као што су црвенотрби мукач, мочварна жаба, мала зелена жаба и велика зелена жаба, чешњарка, зелена крастава жаба и обична крастача.
Бескичмењаци су слабо проучавани.
Пошто се резерват Приокско-Терасни налази на споју европске тајге и широколисних шума западног типа, међу сисарима Приокско-Терасног резервата постоје врсте карактеристичне за фауну јужне тајге, чији су типични представници бели зец, срна, лос и врсте које припадају фауни широколисних шума, као што је пух орашар, жутогрли миш, шумска волухарица, куна златица.
Међу сисарима Приокско-Терасног, једна врста - бизон је наведена у Црвеној књизи Међународне уније за заштиту природе и Црвеној књизи Руске Федерације. Две врсте, барски вечерњак и европски визон, наведене су на Црвеној листи IUCN-а из 2000. године. 10 врста сисара регистрованих у резервату укључено је у Црвену књигу Московске области, три врсте слепих мишева - ресасти вечерњак, барски вечерњак, мали ноћник, три врсте грабљивица - европска куна, видра, обични рис, две врсте глодара — пух орашар и жутогрли миш (Црвена књига Московске области, 2008).

#### Популација даброва
Након успостављања Приокско-терасног резервата, почели су радови на обнављању популације даброва, аутохтоне врсте која је овде истребљена почетком 20. века. 1948. године, на иницијативу М.А. Заблотског, из Вороњешког резервата доведена су 2 пара даброва. Године 1955. из Белорусије су доведена још два пара. Организациони рад на повратку даброва у природу, контрола над овим процесом, праћење стања обновљене популације даброва и проучавање њихове биологије поверени су Л.В. Заблотскаиа, који их је водио од 1948. до 1983. године.
Од даброва донетих 1948. године, један пар је пуштен на реку Тоденку, а други - на посебно преграђеном рибњаку на Павловом потоку. Само други пар је оставио потомство, пошто је први мигрирао у Ступинско подручје. Од друге серије, поново пуштене у Тоденку, један пар је такође остао. Због површина погодних за формирање дабрових насеља, број даброва је полако растао првих 15 година, упркос њиховом редовном узгоју. Од 1962-1963. године, као резултат еколошке активности даброва побољшани су услови станишта дабра у рекама и потоцима резервата. Повећана је стопа раста популације дабра. У долини Тоденке током 1970-1979. године живело је од 6 до 9 породица, а почело је природно пресељавање дабра на територији јужне Московске области. До 1973. године формирана је популација јужномосковских даброва од 110 јединки, која је живела у 30 станишта на левим притокама Оке у округу Серпухов и Ступино. До 1991. године број даброва се стабилизовао на нивоу од 40-45 јединки.
Од августа до децембра 2005. године извршена је детаљна инвентаризација насеља даброва у резервату. Регистроване су и мапиране даброве бране и јаме. Урађена је фотодокументација објеката дабра и трагова њихове виталне активности. На територији Приокско-Терасног резервата пронађено је 30 насеља даброва. Број даброва у резервату Приокско-Террасни за овај период процењује се на 30-44 јединке. Дакле, дугорочно гледано, популација дабра у резервату Приокско-Террасни може се сматрати стабилизованом на нивоу од 40–45 јединки. Изван резервата у Серпуховској области у пролеће 2009. године, популација даброва је износила 470 јединки.
На територији резервата иу околним земљиштима Серпуховске области, даброви су насељавали не само реке и потоке, већ и  мочваре, канале за наводњавање и баре у близини насеља. Даброви су изузетно толерантни према људима, често су почели да користе предмете људског порекла у зградама (даске, кочеве за ограду, делове цигле, комаде бетона, амбалажу, па чак и старо гвожђе). Успешан раст у периоду 1991.-2005. Величина популације дабра, која потиче од само 2 пара, потврђује одсуство негативног утицаја инбридинга на ову врсту.

#### Централно станиште за узгој бизона
Креирао га је 1945. године М. А. Заблотски у циљу узгоја бизона за обнову ове ретке врсте.
Задаци:
- Узгој младих бизона за пуштање у природу на просторима некадашњег станишта ове врсте, пребацивање у зоолошке вртове;
- Очување и проширење фонда бизона, прво у СССР-у, затим у Русији;
- Спровођење научних истраживања о биологији, екологији, етологији бизона;
- Развој и унапређење метода за узгој и држање ових животиња у заточеништву иу условима природне слободе.

Подручје за узгој се простире на површини од 200 хектара. Услови створени у расаднику за бизоне су блиски природним. Територија је подељена на делове, окружене жичаном мрежом и повезане дугим ходницима. Сваки од ових обора садржи породицу бизона, која се састоји од једног мужјака, 4 до 5 женки и бизона старости до 10 месеци. Када бизони наврше 10 месеци, одвајају се од мајки и уједињују у посебно омладинско стадо . До 31. децембра 2009. године на овом подручју је узгојено 328 расних бизона који су послати у различите регионе Русије, Украјине, Белорусије, Литваније и других земаља. Ово је и место за обуку специјалиста за друге центре за узгој бизона.
Овакав узгој бизона је одиграо значајну улогу на глобалном нивоу у спасавању бизона као ретке врсте.

## Еколошко-образовне активности
Један од задатака руских резервата природе је еколошко образовање. Природни резерват Приокско-Терасни није изузетак. Као и у другим посебно заштићеним природним подручјима, и овде се одржавају масовне еколошке манифестације као што су Марш паркова, еколошке конференције ученика и гимназијалаца, годишњи сусрети "Усвојитеља бизона" итд.
Еколошка едукација се спроводи и кроз регионалне и централне медије, у којима запослени у резервату објављују чланке и дају интервјуе о различитим аспектима заштите природе, очувања и екологије.
Сваке године резерват посети од 50 до 70 хиљада туриста. У 2009. години - 58113 посетилаца  .

## Задаци резервата
- Очување целокупног природног комплекса, типичног и јединственог за ово подручје.
- Дугорочно интегрисано стационарно проучавање екосистема резервата и суседних територија
- Очување и рестаурација аутохтоне флоре и фауне.
- Узгој, проучавање и пресељење на места некадашњих станишта европског бизона.
- Очување и проучавање јединствених степских биљних заједница под називом.
- Еколошко образовање.

Више од 60 година свог постојања, Приокско-терасни резерват природе испуњава задатак обнављања ретких и очувања врста типичних за овај регион. Резултат је био обогаћивање фауне јужног предграђа.
Срна је аутохтона врста, потпуно истребљена у региону почетком 20. века. За њену рестаурацију, 2 пара су доведена у Приокско-Терасни резерват 1949. године, пуштена 1950. године. До 1957. године број срндаћа достигао је 63, а њихово природно пресељење је почело на територији Серпуховске и Чеховске области. Од фебруара 2008. је било 170 срндаћа. Врста је успешно поново интродукована у региону, враћена у ловну фауну.
У ловишта уз ПТЗ доведени су дивља свиња, европски јелен, који су улазили 1960, 1966. и 1964. године. За ове врсте, резерват игра улогу станице за преживљавање током периода лова и уточишта током сезоне парења. Од марта 2004. године, у Серпуховској области је било 160-170 дивљих свиња, 65 пегавих јелена и 40 европских јелена. У резервату у фебруару 2003. године било је 73 дивље свиње, 15 пегавих јелена, 13 европских јелена. Од фебруара 2008. године у било је 36 дивљих свиња, 9 европских јелена. У региону се одржава стабилан број ових ловних врста.